# Rodzina Kanderów
Rodzina Kanderów – polski serial obyczajowy o losach wielopokoleniowej śląskiej rodziny. Akcja serialu silnie osadzona w realiach społecznych Górnego Śląska, obejmuje okres od końca drugiej wojny światowej do lat 70. XX w.

## Obsada aktorska
- Marek Kalita – Wojtek Kandera odcinki: 1, 2, 3, 4, 7, 8, 9, 10, 11 i 12
- Tomasz Budyta – Konrad Kandera
- Michał Anioł – Antoni Bareczko odc. 3 i 4
- Anna Kaźmierczak – Krysia Bareczko (z d. Kandera)
- Daniel Kozakiewicz – Władek Bareczko odcinki: 1 - 7
- Tadeusz Madeja – Emanuel "Manek" Kandera
- Tadeusz Szaniecki – Waleczek, sekretarz partii (odc. 1)
- Bogusław Sar – Mundek, kumpel Władka odc. 7 i 8
- Czesław Stopka – sztygar
- Adam Kwiatkowski

## Spis odcinków
- 1. Księżycowa dziewczyna. Rok 1946
- 2. Barbórka. Rok 1946/47
- 3. Ogień i krew. Rok 1949
- 4. Nowe porządki. Rok 1953
- 5. Cena awansu. Rok 1954
- 6. Dzień do namysłu. Rok 1955
- 7. Wyroku nie było. Rok 1956
- 8. Gdzie jest mój ojciec. Rok 1962
- 9. Pociąg z Frankfurtu. Rok 1966
- 10. Odwiedziny. Rok 1971
- 11. Kontuzja. Rok 1974
- 12. Gorzkie dni. Rok 1976